# Heteralonia oculata
Heteralonia oculata är en tvåvingeart som först beskrevs av Macquart 1840.  Heteralonia oculata ingår i släktet Heteralonia och familjen svävflugor. Inga underarter finns listade i Catalogue of Life.